# Sigillo

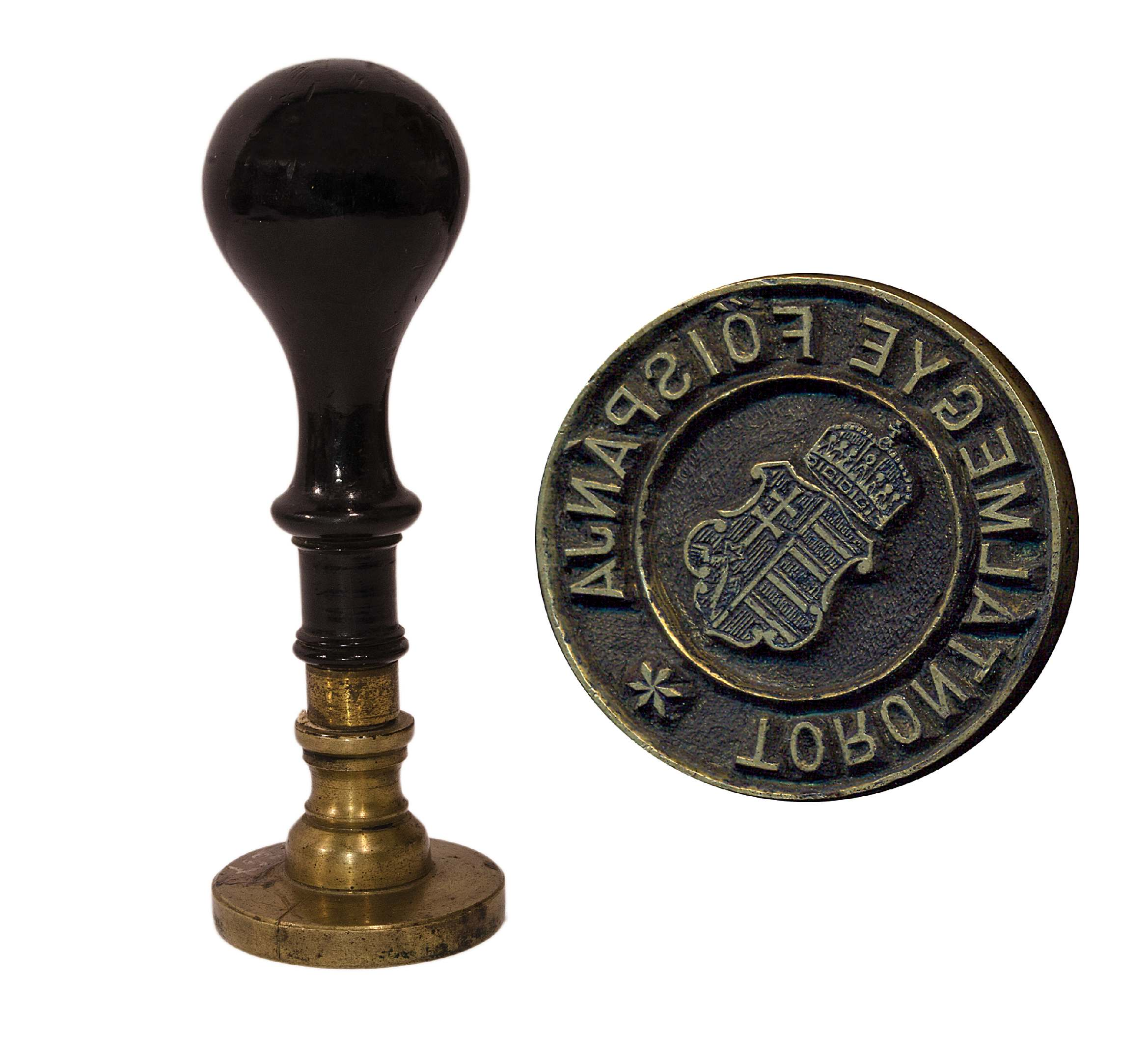
Sigillo del Comitato di Torontál (Museo Nazionale di Zrenjanin)

Il sigillo (dal latino sigillum, diminutivo di signum, "segno") è un marchio destinato a garantire l'autenticità di un documento e rendere esplicita la sua eventuale divulgazione o la sua alterazione. Con lo stesso termine è indicata anche la matrice, generalmente di metallo o pietra, sulla cui superficie vengono incisi simboli o iniziali, da cui si ricava l'impronta.
Si possono distinguere i sigilli ad inchiostro, utilizzati in tempi remoti in Asia orientale per firmare documenti cartacei, e i sigilli in rilievo ottenuti mediante l'impressione di un modello su un materiale morbido che si indurisce rapidamente, argilla bagnata, cera riscaldata alla fiamma, piombo.
Lo studio dei sigilli appartiene alla sfragistica.
Un'importante collezione di sigilli è conservata a La Spezia, nel locale Museo del sigillo.

## Uso

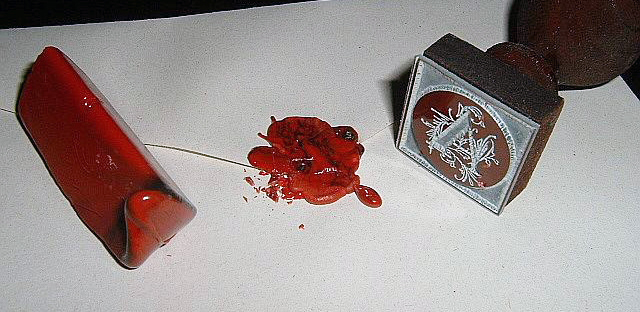
Un sigillo, fatto in ceralacca, di chiusura di una lettera

L'apposizione di un sigillo può avvenire in molti modi.
In un documento scritto, il sigillo conferma la veridicità della firma o la sostituisce in alcuni casi. Il sigillo può anche avere la funzione di impedire l'apertura di una busta o di qualsiasi altro contenitore, assicurando che le informazioni all'interno non siano state modificate né divulgate.
Esistono anche sigilli in piombo atti per esempio a scoraggiare eventuali manomissioni di dispositivi, come nel caso dei contatori dell'acqua o di pacchi postali.
Un sigillo particolare è la prefincatura delle buste postali autosigillanti che non possono essere aperte e richiuse di nascosto perché all'apertura la busta si apre in varie strisce che poi non possono essere riattaccate.

## Storia

### La nascita della sfragistica nel Vicino Oriente antico
Con la Rivoluzione urbana, le popolazioni mesopotamiche si dotarono di sistemi organici di computo e misura. Parallelamente, concepirono dei sistemi che consentissero alle amministrazioni di registrare (e in tal modo garantire) le operazioni di calcolo. Questi strumenti di contabilizzazione e registrazione scritta di quantità rappresentarono, come scrive Mario Liverani, "il coronamento del processo di specializzazione lavorativa e di spersonalizzazione dei rapporti lavorativi e retributivi".

#### Sigilli a stampo e sigilli cilindrici

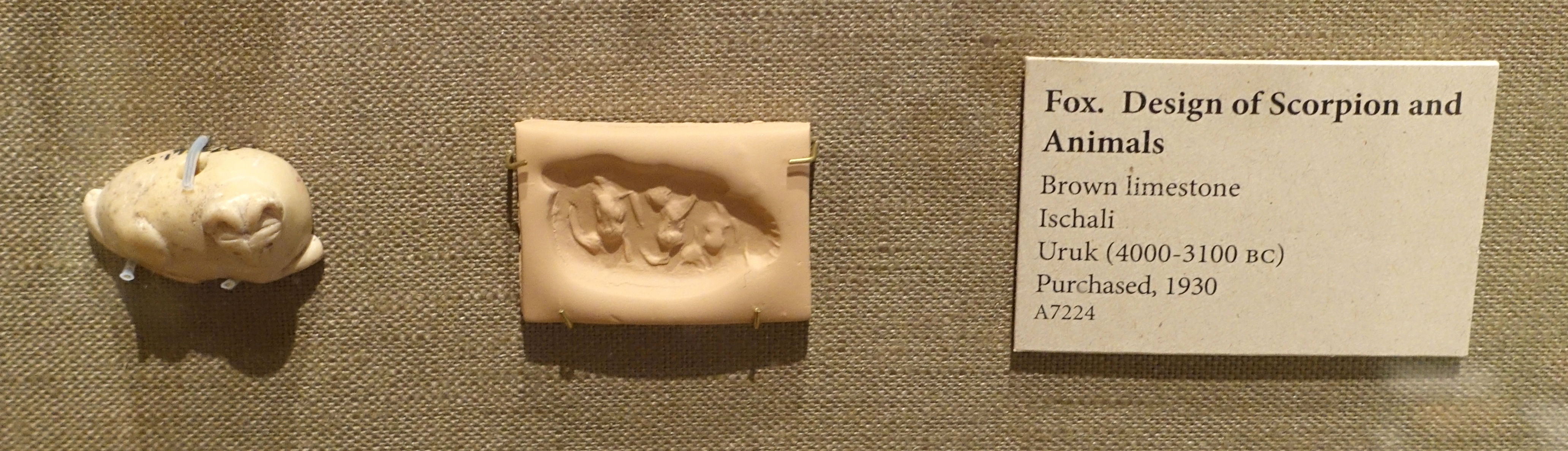
Sigillo a stampo da Uruk (Oriental Institute Museum, University of Chicago, DSC07204)

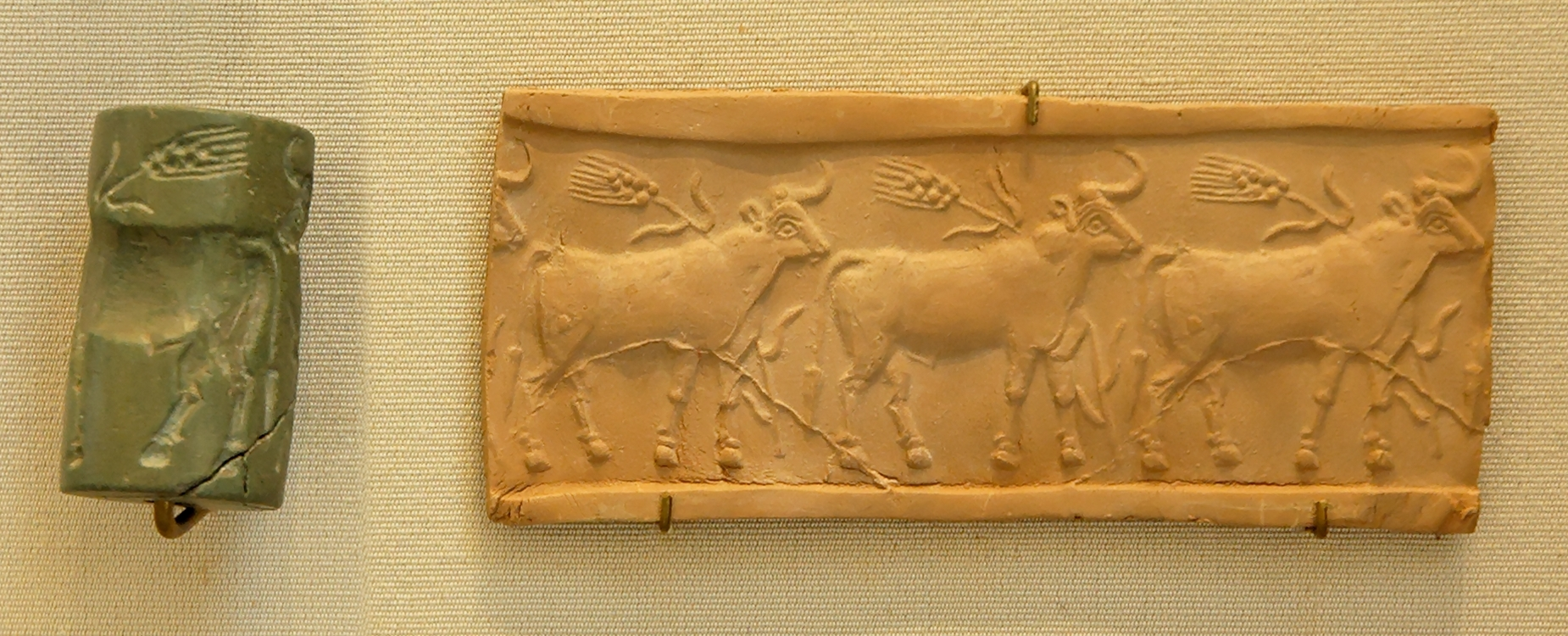
Sigillo cilindrico in calcare del Periodo di Uruk che raffigura bestiame in un campo coltivato a cereali (Louvre, MNB 1906)

Il primo passo in questa direzione fu l'adozione del sigillo come strumento di convalida personale: ciascun sigillo apparteneva ad un singolo funzionario, con diversi ruoli e responsabilità all'interno di una definita gerarchia. Un'arte sfragistica (cioè di produzione di sigilli) era nata già a partire dal Periodo di Ubaid (V millennio). I primi sigilli mesopotamici erano a stampo, quadrangolari o tondi, e recavano figure geometriche o animalesche. Il loro uso corrispondeva ad una firma, perché il sigillo individuava il suo proprietario (un funzionario). Un'arte glittica (cioè di incisione di gemme e pietre dure) per la produzioni di proto-sigilli era già emersa ai tempi della Cultura di Halaf (inizi del V millennio). L'uso di sigilli è però attestato già in epoca preistorica: a Sabi Abyad (valle del Balikh, Siria, metà del VII millennio a.C.) sono stati rintracciati circa 300 sigilli, che sembrano attestare esigenze contabili anche in villaggi nomadici. Prima dei ritrovamenti di Sabi Abyad, erano attestate impressioni di sigillo su malta a partire dal tardo VII millennio a Tell Bouqras e a Tell el-Kowm.
Con il Periodo di Uruk (IV millennio) cambiò tanto la forma quanto l'uso dei sigilli. Il sigillo diventò un cilindro (il cosiddetto sigillo cilindrico), che imprimeva forme sull'argilla fresca attraverso la rotazione: le strisce ottenute erano dunque lunghe a piacere. L'utilità del sigillo cilindrico consisteva soprattutto nella velocità con cui la superficie veniva impressa. Il sigillo non rappresentò più solo una firma, ma anche garanzia che il contenitore non era stato soggetto ad effrazione. Anche le figurazioni mutarono, integrando il repertorio con immagini tratte dalla vita lavorativa e con elementi simbolici che rinviavano alle nuove condizioni della società proto-urbana. Oltre all'agricoltura, all'allevamento, all'artigianato, venivano raffigurati infatti anche il processo di afflusso dei beni offerti al tempio e scene di guerra, con un re-eroe che difende il tempio dai nemici e il magazzino dalle bestie feroci. Se i precedenti sigilli erano soprattutto in pietra, i sigilli di Uruk sono di vari materiali: calcare, cornalina, marmo, calcedonio, lapislazzuli, quarzo, agata, ematite, calcite, serpentino. Il sigillo cilindrico è ovviamente adatto alle superfici d'argilla, ma inservibile con supporti di papiro o altro materiale flessibile, per cui si diffuse solo in Mesopotamia.

### I sigilli nell'antico Egitto
Sigilli, sempre di argilla, sono usati anche nell'antico Egitto su papiro o su tavolette d'argilla. Sulle pareti della tomba di Tutankhamon sono stati trovati sette tipi di sigilli differenti impressi mediante "timbri" presumibilmente lignei.

### I sigilli nelle età classica e medievale

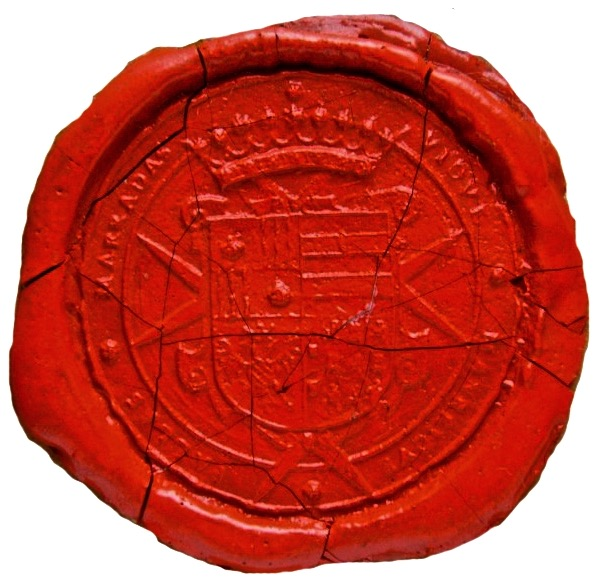
Sigillo personale di Baltasar de Marradas.

In epoca romana, l'imperatore Augusto utilizzò inizialmente, per sigillare i documenti ufficiali e le lettere, l'immagine della sfinge, poi l'effigie di Alessandro Magno, ed infine la sua, che rimase per secoli il sigillo ufficiale adottato anche dagli imperatori successivi. In tutte le sue lettere poneva, inoltre, l'indicazione dell'ora del giorno o della notte in cui partivano.
Dal IV secolo inizia l'utilizzo di due tipologie di sigilli: in metallo, generalmente in piombo, detto bolla, e dal XII secolo in cera d'api.
Nel Medioevo questo tipo di sigillo, oltre a garantire la riservatezza di un messaggio, diviene testimonianza dell'autenticità del documento. Tra i più interessanti sigilli medioevali se ne ricordano due conservati a Firenze, due a Bologna ed uno a Forlì.

### Nel Cristianesimo
La Bibbia afferma che Dio Padre ha posto il suo sigillo su Gesù (Giovanni 6,27), evidenziato con la discesa della colomba dello Spirito Santo durante il battesimo sul fiume Giordano (Giovanni 1,32-34).
L'Apocalisse di san Giovanni è chiamata il Libro dei sette sigilli, di cui solo Cristo possiede la chiave di lettura.